# Canton de Rosans
Pour les articles homonymes, voir Rosans (homonymie).
Le canton de Rosans est une ancienne division administrative française située dans le département des Hautes-Alpes et la région Provence-Alpes-Côte d'Azur. Il a été supprimé en mars 2015 à la suite du redécoupage des cantons du département.

## Géographie
Ce canton était organisé autour de Rosans dans l'arrondissement de Gap. Son altitude variait de 532 m (Rosans) à 1 564 m (Ribeyret) pour une altitude moyenne de 757 m.

## Histoire
À la suite du décret du 20 février 2014, le canton a fusionné avec celui de Serres, fin mars 2015, pour les élections départementales de 2015.

## Représentation

### Conseillers généraux de 1833 à 2015
| Période | Période      | Identité                                 | Étiquette    | Qualité |
| ------- | ------------ | ---------------------------------------- | ------------ | --- |
| 1833    | 1836         | Antoine Chauvet                          |              | Juge de paix à Rosans, propriétaire à Montjay                                                                     |
| 1836    | 1839         | Albert Jean-Baptiste Garnier (1803-1847) |              | Procureur du Roi à Briançon Elu en 1839 dans le Canton de La Grave                                                |
| 1839    | 1864 (décès) | Joseph Vincent Lagarde                   |              | Notaire, suppléant de la justice de paix, conseiller d'arrondissement Maire de Rosans (1830-1864)                 |
| 1864    | 1869         | Louis Hippolyte Montlahuc                |              | Maire de Rosans (1871-1876)                                                                                       |
| 1869    | 1871         | Paul-Jules Itier                         |              | Avocat, propriétaire du château de Véras, maire d'Oze                                                             |
| 1871    | 1889         | Clément Faure                            | Républicain  | Avoué à Gap puis Président du Tribunal civil d'Embrun                                                             |
| 1889    | 1902 (décès) | Xavier Joubert                           | Républicain  | Notaire à Rosans                                                                                                  |
| 1902    | 1925         | Septime Bonfils (1863-1934)              | Rad.         | Instituteur aux Isnières Juge de paix à Aspres-sur-Buëch Maire de Rosans (1896-1925), conseiller d'arrondissement |
| 1925    | 1940         | Louis Truphémus (1883-1962)              | Rad.ind      | Maire de Rosans (1930-1944)                                                                                       |
|         |              |                                          |              | |
| 1945    | 1992         | Raymond Hugues (1914-1998)               | SFIO puis PS | Négociant, exploitant forestier Maire de Rosans (1947-1992) Président du Conseil Général (1967)                   |
| 1992    | 2004         | Frédéric Pinet                           | SE puis UDF  | Chef d'entreprise Maire de Rosans (1996-2001)                                                                     |
| 2004    | 2011         | Nicolas Rosin                            | PS           | Éducateur Maire de Rosans (2001-2008)                                                                             |
| 2011    | 2015         | Gérard Tenoux                            | DVD          | Agriculteur Maire de Bruis                                                                                        |

### Conseillers d'arrondissement (de 1833 à 1940)
| Période                                  | Période          | Identité                        | Étiquette         | Qualité |
| ---------------------------------------- | ---------------- | ------------------------------- | ----------------- | --- |
| 1833                                     | 1839             | Joseph Vincent Lagarde          |                   | Notaire, maire de Rosans                                                                                    |
|                                          |                  |                                 |                   | |
| 1842                                     | 1848             | Hippolyte Montlahuc (1815-1868) |                   | Notaire à Rosans                                                                                            |
|                                          |                  |                                 |                   | |
|                                          | 1902 (démission) | Septime Bonfils (1863-1934)     | Rad.              | Instituteur aux Isnières, juge de paix à Aspres-sur-Buëch, maire de Rosans (1896-1925)                      |
| 1902                                     | 1903 (décès      | M. Béranger                     |                   | |
| 1903                                     | 1904             | Jacques Roux                    |                   | Maire de Ribeyret                                                                                           |
| 1904                                     | 1940             | Baptiste Hugues (1862-1953)     | SFIO puis Radical | Industriel, conseiller municipal de Rosans                                                                  |
| 1940                                     |                  |                                 |                   | Les conseils d'arrondissement ont été suspendus par la loi du 12 octobre 1940 et n'ont jamais été réactivés |
| Les données manquantes sont à compléter. |                  |                                 |                   | |

## Composition
Le canton de Rosans regroupait neuf communes :
| Nom                   | Code Insee | Intercommunalité        | Superficie (km2) | Population (dernière pop. légale) | Densité (hab./km2) |
| --------------------- | ---------- | ----------------------- | ---------------- | --------------------------------- | ------------------ |
| Rosans (chef-lieu)    | 05126      | CC du Sisteronais Buëch | 30,39            | 502 (2014)                        | 17                 |
| Bruis                 | 05024      | CC du Sisteronais-Buëch | 25,15            | 77 (2015)                         | 3,1                |
| Chanousse             | 05033      | CC du Sisteronais Buëch | 20,32            | 48 (2014)                         | 2,4                |
| Montjay               | 05086      | CC du Sisteronais Buëch | 27,00            | 104 (2014)                        | 3,9                |
| Moydans               | 05091      | CC du Sisteronais Buëch | 10,51            | 52 (2014)                         | 4,9                |
| Ribeyret              | 05117      | CC du Sisteronais Buëch | 17,87            | 102 (2014)                        | 5,7                |
| Saint-André-de-Rosans | 05129      | CC du Sisteronais Buëch | 36,61            | 142 (2014)                        | 3,9                |
| Sainte-Marie          | 05150      | CC Sisteronais-Buëch    | 7,50             | 40 (2015)                         | 5,3                |
| Sorbiers              | 05169      | CC du Sisteronais Buëch | 13,93            | 40 (2014)                         | 2,9                |

## Démographie
| 1962  | 1968  | 1975  | 1982  | 1990  | 1999  | 2006  | 2011  | 2012  |
| ----- | ----- | ----- | ----- | ----- | ----- | ----- | ----- | ----- |
| 1 148 | 1 148 | 1 095 | 1 079 | 1 083 | 1 087 | 1 109 | 1 136 | 1 134 |